# 本橋由香
本橋 由香（もとはし ゆか、1978年2月23日 - 2024年5月31日）は、日本の女優、タレント。最終所属事務所はオフィス松田。本名同じ。

## 生涯
1978年2月23日、東京都に生まれる。
1993年、テレビドラマ『お願いデーモン!』で女優デビュー。
1996年3月、スーパー戦隊シリーズ『激走戦隊カーレンジャー』に志乃原菜摘 / イエローレーサー 役でレギュラー出演。同作品での役柄は自身とは真逆の役作りであったと述べている。同作品で共演した岸祐二は、本橋について繊細な甘えん坊で、褒められると伸びるタイプであったと評している。
2012年3月29日付の自身のブログで、パニック障害を持っていることを公表した。
2021年8月7日、同年5月に「原発不明がん」と診断されたことを公表。
2022年10月、「心のう液貯留」のため緊急入院し、出演予定だったlovepunk STAGE18『忘れちゃえ！』の16日の公演が中止となる。
2024年5月31日8時43分、原発不明がんのため、死去した。46歳没。生涯独身だった。訃報は本橋が所属していた劇団［lovepunk］主宰の高原秀和のXアカウント（旧Twitter）で伝えられた。
社団法人映像コンテンツ権利処理機構においては不明権利者とされている。

## 人物
- 趣味・特技は陸上競技[6]、スキューバーダイビング、バドミントン、アクション、ピアノ[1]。

## 出演

### 映画
- 守ってあげたい!（2000年）鰐渕景子（二等陸士） 役
- 仮面ライダー×仮面ライダー オーズ&ダブル feat.スカル MOVIE大戦CORE（2010年）直美 役
- アリスノウタ（2015年）静香 役
- 俳優 亀岡拓次（2016年）
- グラグラ（2019年）

### オリジナルビデオ
- スーパー戦隊シリーズ
  - 激走戦隊カーレンジャー スーパービデオ ヒーロースクール（1996年）志乃原菜摘 役
  - 激走戦隊カーレンジャーVSオーレンジャー（1997年）志乃原菜摘 / イエローレーサー 役
  - 電磁戦隊メガレンジャーVSカーレンジャー（1998年）志乃原菜摘 / イエローレーサー 役
- ガチヤン ヤン女・美優 天上天下唯我独尊篇（2010年、シネマファスト）真由美 役
  - ガチヤン ヤン女 素手喧嘩・復讐篇（2010年、シネマファスト）真由美 役

### テレビドラマ
- お願いデーモン!（1993年、フジテレビ）
- お父さんは心配症（1994年、テレビ朝日）
- 八神くんの家庭の事情（1994年、テレビ朝日）
- スーパー戦隊シリーズ（テレビ朝日）
  - 激走戦隊カーレンジャー（1996年3月1日 - 1997年2月7日）志乃原菜摘 / イエローレーサー 役
  - 暴太郎戦隊ドンブラザーズ ドン49話・50話（2023年2月19日・26日）ソノナ 役[16]
- サラリーマン金太郎3（2002年、TBS）
- 刑事☆イチロー（2003年、TBS）
- はみだし刑事情熱系（2004年6月16日、テレビ朝日）クラブ「華」のホステス 役
- 相棒 Season 5 第13話（2007年1月17日、テレビ朝日）池谷美由紀 役
- 電脳戦士アキバリオン（2008年、TOKYO MX）フェアリークイーン 役
- セレブと貧乏太郎（2008年、フジテレビ）会見場の記者 役
- 赤い糸（2009年、フジテレビ）医療センターの看護師 役
- タイムスクープハンター セカンドシーズン 第10回「サバイバル!戦火の女たち」（2010年5月31日、NHK）吉乃 役
- 分身（2012年、WOWOW）
- 警視庁捜査一課9係 season7 第1話（2012年7月4日、テレビ朝日）
- 名探偵コナン 工藤新一 京都新撰組殺人事件（2012年4月12日、読売テレビ）
- So long !（2013年、日本テレビ）
- サキ（2013年、関西テレビ）
- ミステリなふたり（2015年6月16日、メ〜テレ）方風朱美 役
- 3年A組-今から皆さんは人質です-（2019年1月6日 - 3月10日、日本テレビ）香帆の母 役[3]
- 臨床犯罪学者 火村英生の推理2019「ABCキラー」編（2019年9月29日、日本テレビ）番藤ロミ 役

### ウェブドラマ
- 仮面ライダーアマゾンズ Episode 3・4（2016年4月15日・22日、Amazonプライム・ビデオ） - 久木園 役

### 舞台
- ドレスタウン・ソサエティー（2002年）
- 空で逢えたら（2002年、フールズキャップ）
- 還る（2003年）
- フライング・ドラゴン・サークル（2005年、フールズキャップ）
- 引き継ぐ身体（2006年、劇団・律）
- girls hate pure（2006年、lovepunk）
- 平成戦後少女（2011年、lovepunk）マサト 役
- 偽作 不思議の国でアリんス2012（2012年、劇団ドガドガプラス）
- セイギノミカタ（2012年、GDK42）
- キックアウト!（2012年、lovepunk）
- みよかなPOISON（2013年、lovepunk）
- ゾンビ沼袋（2015年、lovepunk）
- 間違いは正しい（2015年、lovepunk）
- 中女優（2016年、lovepunk）
- テロエロエゴ（2017年、lovepunk）
- ベストアルバム(仮)（2019年、lovepunk）
- ロックンロールニッポン 愛のクラクラクラスター（2020年、lovepunk）

### ラジオ
- Changeの瞬間 〜がんサバイバーストーリー〜（2023年2月5日・12日、朝日放送ラジオ）[17]

### 玩具
- 暴太郎戦隊ドンブラザーズ DX脳人ブレス メモリアルなセット（2023年12月）